# Leucania lasiomera
Leucania lasiomera là một loài bướm đêm trong họ Noctuidae.